# Jean-Louis Mourier
Pour les articles homonymes, voir Mourier.
Jean-Louis Mourier, né le 6 novembre 1962 à Paris, est un dessinateur français de bande dessinée.

## Biographie
Après avoir été initié, par son père, au dessin et à la bande dessinée, il entre à l'École nationale supérieure des arts appliqués et des métiers d'art en 1979. Il abandonne l'école et travaille alors dans l'imprimerie et la publicité. En 1987, il réalise quelques pages dessinées pour un téléfilm et une BD avec Claire Bretécher pour le musée Rodin.
Après sa rencontre avec Christophe Arleston à Marseille, il réalise son premier album en couleurs directes, Les Feux d'Askell. Puis ensemble ils créent la série Trolls de Troy, qui popularise le dessinateur.
Jean-Louis Mourier a reçu le grand prix du festival Quai des Bulles de Saint-Malo 2007 et le Prix Albert-Uderzo (Sanglier du Meilleur Dessin) toujours en 2007.
En 2018, il parraine la cinquième promotion de l'Académie de bande dessinée Brassart-Delcourt (ABD) de Paris.
Passionné de Jaguar, il faut partie de l'Amicale Jaguar de France, où il participe activement.

## Œuvres

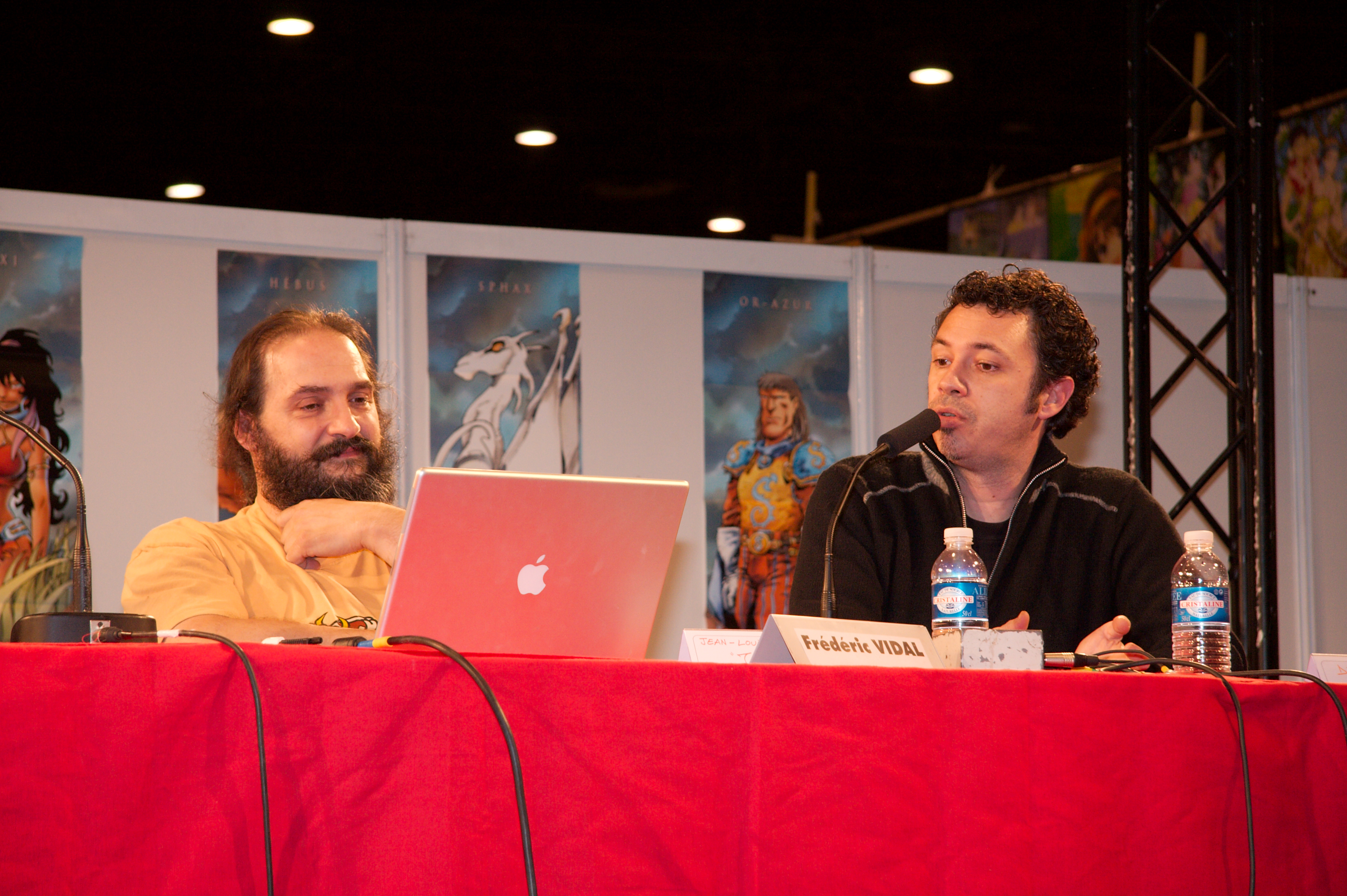
Jean-Louis Mourier et Didier Tarquin lors de la Chibi Japan Expo en 2007.

Jean-Louis Mourier est notamment l'auteur de :
- la série les Feux d'Askell (tétralogie inachevée)
  1. Livre Premier : L'Onguent admirable (septembre 1993)
  2. Livre Second : Retour à Vocable (juin 1994)
  3. Livre Tierce : Corail Sanglant (septembre 1995)
- la série Trolls de Troy
- le tome 2 consacré aux trolls de l’encyclopédie anarchique du monde de Troy

En 2000, il participe à l'album L'Or des fous (coffret comprenant un album CD de Bernard Lavilliers couplé à un album bédé).

## Prix
- 1998 : Alph-Art jeunesse 9-12 ans au festival d'Angoulême pour Trolls de Troy, t. 1 : Histoires trolles (avec Christophe Arleston) ;
- 2002 : Alph-Art jeunesse 9-12 ans au festival d'Angoulême pour Trolls de Troy, t. 5 : Les Maléfices de la Thaumaturge (avec Christophe Arleston) ;
- 2003 :  Prix Saint-Michel du meilleur dessin pour Trolls de Troy, t. 6 : Trolls dans la brume
- 2007 
  - Prix Albert-Uderzo du meilleur dessin pour Trolls de Troy.
  - Prix bonnet d'âne du festival Quai des Bulles[4]